# Luo’ao (köpinghuvudort i Kina, Jiangxi Sheng, lat 25,93, long 115,29)
Luo'ao är en köpinghuvudort i Kina. Den ligger i provinsen Jiangxi, i den sydöstra delen av landet, omkring 310 kilometer söder om provinshuvudstaden Nanchang. Antalet invånare är 38 554. Befolkningen består av 19 617 kvinnor och 18 937 män. Barn under 15 år utgör 33 %, vuxna 15-64 år 56 %, och äldre över 65 år 10,0 %.
Runt Luo'ao är det tätbefolkat, med 257 invånare per kvadratkilometer. Luo'ao är det största samhället i trakten. I omgivningarna runt Luo'ao växer huvudsakligen savannskog.
Genomsnittlig årsnederbörd är 1 887 millimeter. Den regnigaste månaden är maj, med i genomsnitt 333 mm nederbörd, och den torraste är oktober, med 17 mm nederbörd.